# Tales of Halloween
Tales of Halloween is een Amerikaanse komische horror anthologiefilm uit 2015 bestaande uit tien in elkaar grijpende segmenten, elk rond de titulaire feestdag. De film ging in première op 24 juli 2015 op het Fantasia International Film Festival in Montreal.  De film werd uitgebracht in de Amerikaanse bioscoop en via video on demand op 16 oktober 2015 door Epic Pictures.

## Verhaal
De tien verhalen spelen zich af in een Amerikaanse stad in de buitenwijken waarvan de bewoners op een Halloween-avond worden geterroriseerd door geesten, buitenaardse wezens en moordenaars, terwijl een DJ (Adrienne Barbeau) haar commentaar aan een paar van hen toevoegt.
Sweet Tooth: Kyle is een jongen die graag snoep eet tijdens Hallowen. Mikey, het vriendje van haar babysitter Lizzy, vertelt haar het verhaal van 'Sweet Tooth' of 'Gluttonous Tim', de wraakzuchtige geest van een jongen die elk jaar trucjes of traktaties uitvoerde, maar zijn wrede ouders lieten hem nooit snoep eten, en beseften dat ze allemaal aten van zijn traktaties, voerde hij een gruwelijke wraakactie uit. Nu is Kyle bang dat Sweet Tooth hem komt halen.
The Night Billy Raised Hell: Gedwongen door zijn oudere zus en haar vriend, probeert Billy een grap uit te halen met zijn buurman, Mr. Abbadon, maar hij ontdekt hem en neemt hem mee naar binnen, maar in plaats van hem te straffen, besluit hij hem te leren hoe om een "echte halloween-grap" te maken, die helse gevolgen zal hebben voor andere mensen.
Trick: Een groep vrienden die Halloween thuis vieren, wordt zonder aanwijsbare reden op brute wijze aangevallen door een groep vermomde kinderen. Er kan echter een reden zijn achter het bloedbad.
The Weak and the Wicked: Alice is de leider van een groep sadistische pestkoppen die de zwaksten martelen tijdens Halloween-nacht, voordat Alice de zolen van een jongen verkleed als cowboy met een sigaret kan verbranden, verschijnt een andere jonge man vermomd als een demon en de misbruikers beginnen hem te achtervolgen. Nadat ze hem hebben gepakt en geslagen, zien ze dat de jongeman Jimmy blijkt te zijn, een voormalig slachtoffer die een duivelse wraakactie tegen Alice en haar groep heeft gepland als vergelding voor een gruweldaad die lang geleden is begaan.
Grim Grinning Ghost: Lynn is een vrouw die snel bang is Tijdens een Halloweenfeest vertelt haar moeder het verhaal van de geest van een mishandelde jonge vrouw met een misvormd gezicht, die de ogen uitsteekt van degenen die haar rechtstreeks aankijken; Op weg naar huis gaat Lynns auto kapot en nu is ze bang om aangevallen te worden door het spook.
Ding Dong: Bobbie is een vrouw die rouwt omdat ze geen kinderen heeft en hoewel haar man Jack (die doodsbang voor haar is) met haar meeleeft, vindt hij dat ze vanwege haar duivelse aard zoveel mogelijk uit de buurt van kinderen moet blijven, vooral wanneer zuigelingen Ze kloppen op je deur tijdens de trick or treat.
This Means War: Boris is een eenvoudige man die graag traditionele decoraties maakt op Halloween-avond. Wanneer Dante, een onbeleefde man, dol op heavy metal en bloederige horror, zijn intrek neemt, een angstaanjagende set in zijn tuin zet, strijden beide mannen om de beste decoratie, maar dit geschil zal ervoor zorgen dat ze allebei op de meest Halloween-show zullen spelen.
Friday the 31st: In een parodie op Friday the 13th heeft een seriemoordenaar vergelijkbaar met Jason Voorhees een sexy meisje vermomd als Dorothy vermoord, nadat ze al haar vrienden had vermoord, maar voordat er een UFO verscheen, zou het de moordenaar kunnen zijn die gaat door een bloedige en dodelijke ervaring.
The Ransom of Rusty Rex: Op Halloweenavond zijn twee ex-bankovervallers van plan om de hit van hun leven te bezorgen, door Rusty Rex, de zoon van een rijke bedrijfseigenaar, te ontvoeren en losgeld van een miljonair te vragen. Wanneer er echter contact met de vader wordt opgenomen om de losgeldregelingen te bespreken, beschimpt Rusty's vader, Jedediah, de dieven door te zeggen dat ze "niet weten waar ze aan begonnen zijn" en bedankt de nietsvermoedende criminelen voor het "bevrijden" van hem, ontdekken de ontvoerders al snel. dat kleine Rusty niet is wat hij lijkt en dat ze de ergste en misschien wel de laatste fout van hun leven hebben gemaakt.
Bad Seed: Een reeks mysterieuze en bloedige moorden op kinderen en mensen die tijdens Halloween zijn onthoofd, leidt rechercheur McNally op een achtervolging door de stad, met de hulp van lijkschouwer Bob ontdekken ze de macabere identiteit van de aanvaller en een angstaanjagende dreiging.

## Rolverdeling
Sweet Tooth:
- Hunter Smith - Sweet Tooth
- Cameron Easton - Timothy Blake
- Caroline Williams - Mevr. Blake
- Robert Rusler - Mr. Blake
- Clare Kramer - Lt. Brandt-Mathis
- Greg Grunberg - Alex Mathis
- Austin Falk - Kyle
- Madison Iseman - Lizzy
- Daniel DiMaggio - Mikey

The Night Billy Raised Hell:
- Barry Bostwick - Mr. Abbadon
- Marcus Eckert - Billy
- Christophe Zajac-Denek - Mordechai / Kleine Duivel
- Ben Stillwell - Todd
- Natalis Castillo - Britney
- Adam Pascal - Tandarts
- Adrianne Curry - Zichzelf
- Rafael Jordan - Alien

Trick:
- John F. Beach - James
- Tiffany Shepis - Maria
- Casey Ruggieri - Catilyn
- Trent Haaga - Nelson
- Marnie McKendry - Prinses
- Rebekah McKendry - Moeder
- Mia Page - Meisje / Heks
- Clayton Keller - Alien
- Sage Stewart - Duivelsmeisje

The Weak and the Wicked:
- Keir Gilchrist - Jimmy Henson
- Grace Phipps - Alice
- Booboo Stewart - Isaac
- Noah Segan - Bart
- Jack Dylan Grazer - Jongere Jimmy Henson
- Katie Silverman - Jongere Alice
- Matt Merchant - Demon

Grin Grimming Ghosts:
- Alex Essoe - Lynn / Victoriaanse vrouw
- Lin Shaye - Lynn's moeder / piraat
- Liesel Hanson - Mary Bailey
- Barbara Crampton - Heks
- Lisa Marie - Victoriaanse weduwe
- Mick Garris - Erik, The Phantom of the Opera
- Stuart Gordon - Sherlock Holmes

Ding Dong:
- Marc Senter - Jack
- Pollyanna McIntosh - Bobbie
- Lily Von Woodenshoe - Gretel
- Vanessa Menendez - Eenzaam kind's Moeder
- Lucas Armandaris - Eenzaam kind
- Daniel DiMaggio - Mikey
- Mia Page - Meisje / Heks
- Sage Stewart - Duivelsmeisje
- Ben Woolf - Rusty Rex
- Aidan Gail - Kinderbrandweerman
- Mo Meinhart - Heks
- Gavin Keathley - Kind Jake Gyllenhaal
- Felissa Rose - Ouder

This Means War:
- Dana Gould - Boris
- James Duval - Dante
- Elissa Dowling - Velma
- Graham Denman - Ziggy
- Thomas Blake Jr. - Axl
- Sean Clark - Tytan
- Buz Wallick - Danzy
- Joshua Lou Friedman - Butch
- Jennifer Wenger - Vicki
- Michael Monterastelli - Goober
- Graham Skipper - Cop / Hellman
- Adam Green - Cop / Carlo
- Lombardo Boyar - Gokbuur
- Cody Goodfellow - Dronken buurman
- Frank Blocker - Rechter Moustache
- Andy Merrill - Buurman
- Frank Dietz - Buurman
- Noel Jason Scott - Nosferatu
- Shaked Berenson - Detective / Masked Wrestler

Friday the 31st:
- Amanda Moyer - Dorothy
- Jennifer Wenger - Bezeten Dorothy
- Nick Principe - Moordenaar

The Ransom of Rusty Rex:
- John Landis - Jebediah Rex
- Ben Woolf - Rusty Rex
- Jose Pablo Cantillo - Dutch
- Sam Witwer - Hank

Bad Seed:
- Kristina Klebe - Detective McNally
- Pat Healy - Forensisch Bob
- Greg McLean - Ray Bishop
- Cerina Vincent - Ellen Bishop
- John Savage - Captain J.G. Zimmerman
- Dana Renee Ashmore - Lijkschouwer #1
- Dylan Struzan - Lijkschouwer #1
- Drew Struzan - Rembrandt
- Nicole Laino - Cheryl
- Aidan Gail - Kevin
- Graham Skipper - Cop / Hellman
- Adam Green - Cop / Carlo
- Monette Moio - Cheerleader meisje
- Noah Nevins - Cheerleader vriendje
- Joe Dante - Professor Milo Gottlieb
- Alexandra Fritz - Piraat